# Everdingen

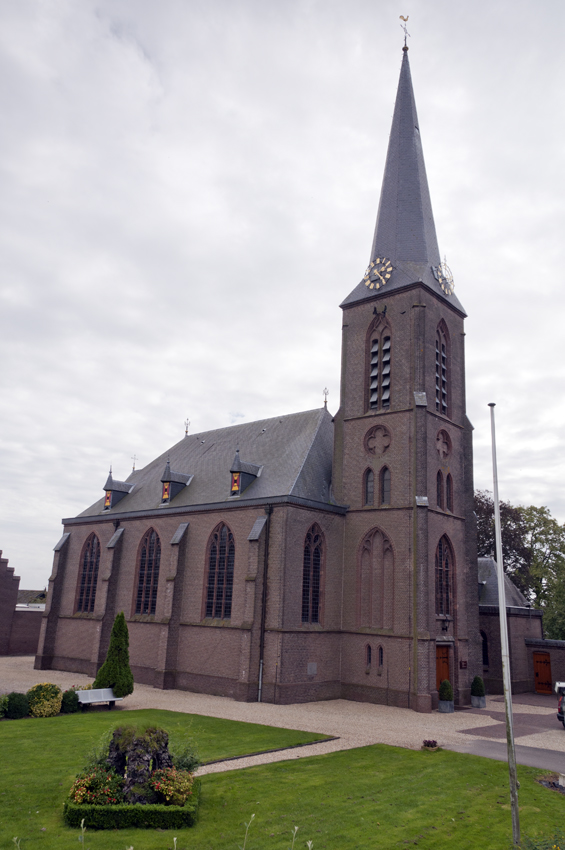
Sint Petrus en Pauluskerk

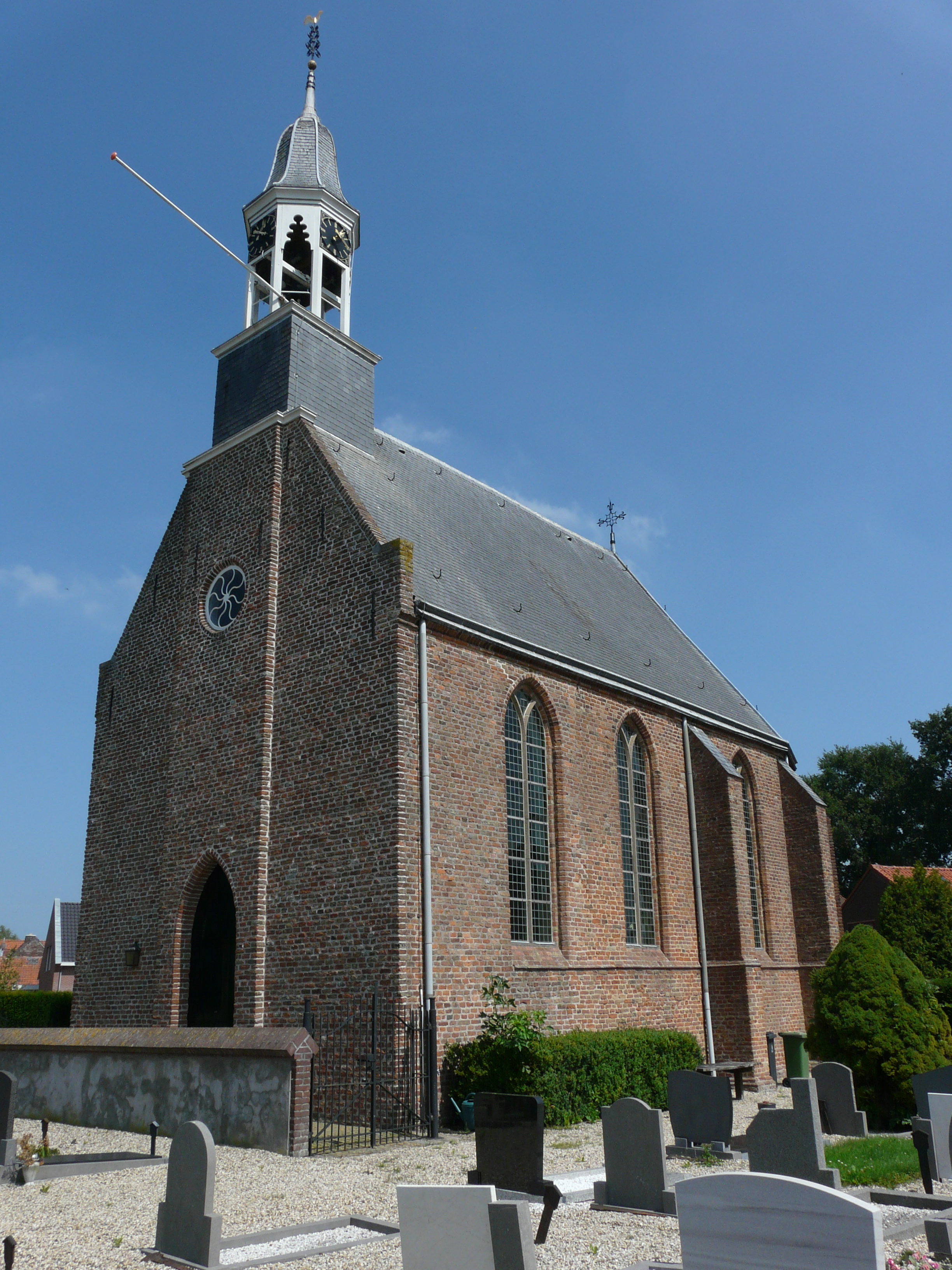
Hervormde kerk

Everdingen is een dorp en voormalige gemeente in de gemeente Vijfheerenlanden, in de Nederlandse provincie Utrecht. Everdingen ligt in de streek Vijfheerenlanden ten zuiden van de rivier de Lek aan de Lekdijk. De oostgrens van Everdingen wordt gevormd door de Diefdijk, welke tevens gemeente- en provinciegrens is. In de 19e eeuw is nabij de plaats Everdingen (daar waar Lekdijk en Diefdijk elkaar raken) als onderdeel van de Hollandse Waterlinie het Fort Everdingen gebouwd. 
Everdingen behoorde eerder tot de provincies Gelderland en Zuid-Holland. 
Ten westen van het dorp ligt knooppunt Everdingen, de kruising van de rijkswegen A2 en A27.

## Geschiedenis
De oudste vermelding van Everdingen is uit 1215, als er wordt gesproken van Euerdinge. Het dorp is ontstaan op een oeverwal langs de Lek. Vanuit Everdingen is het gebied via cope-ontginningen ontwikkeld. In de 13e eeuw werd er een kapel gebouwd, die tussen 1259 en 1267 werd opgewaardeerd tot parochiekerk. In 1498 brandde de kerk af, maar deze werd hierna herbouwd tot de huidige Hervormde kerk.
In Everdingen stond het kasteel Everstein. Dit 14e-eeuwse kasteel is in 1405 verwoest. Aan de oostzijde stond het kasteel Essenstein dat een leen was van de heren van Culemborg. Op de oude kasteellocatie staat nu een monumentale boerderij uit de 17e eeuw.
Everdingen maakte vanouds deel uit van het graafschap Culemborg en kwam als deel van dat graafschap in de Franse tijd bij de provincie Gelderland.
Op 1 januari 1812 werd Hagestein bij de gemeente Everdingen gevoegd. Omdat het gebied van Hagestein op 19 september bij 1814 aan de provincie Utrecht werd terug gegeven, ontstond de merkwaardige situatie dat de gemeente in twee provincies lag. Op 1 januari 1818 werd Hagestein weer een zelfstandige gemeente en lag de gemeente Everdingen dus weer alleen in Gelderland. Op 1 januari 1821 werd Everdingen bij de provincie Zuid-Holland gevoegd. Op 1 januari 1986 werd Everdingen onderdeel van de gemeente Vianen, welke op 1 januari 2002 bij de provincie Utrecht is gevoegd. De gemeente Vianen ging op 1 januari 2019 op in de nieuw gevormde gemeente Vijfheerenlanden.

## Cultuur
Het dorp kent een actief verenigingsleven met o.a. voetbalvereniging SC Everstein, tennisvereniging LTV Gouwenes, muziekvereniging Door Eendracht Sterk en de Oranjevereniging.
Everdingen heeft een dorpshuis, genaamd 't Knooppunt. Naast het dorpshuis zit (dankzij het initiatief van Stichting Vitaal Dorp) sinds 2014 de dorpswinkel Winkel & Zo, in 2016 aangevuld met de dorpstuin Landgoed Everstein. Verder is er een basisschool.
Everdingen heeft twee kerken: de Sint Petrus en Pauluskerk en de hervormde kerk.

## Plaatsen in de buurt
- Hagestein
- Hoef en Haag
- Lexmond
- Vianen
- Culemborg
- Ossenwaard
- Zijderveld